# Majdan Ruszowski
Majdan Ruszowski – wieś w Polsce położona w województwie lubelskim, w powiecie zamojskim, w gminie Łabunie.
Do 11 października 1973 w gminie Adamów. W latach 1975–1998 miejscowość administracyjnie należała do województwa zamojskiego.
Wieś jest sołectwem w gminie Łabunie. Według Narodowego Spisu Powszechnego z roku 2011 wieś liczyła 309 mieszkańców.
Wierni Kościoła rzymskokatolickiego należą do parafii Matki Bożej Szkaplerznej i św. Dominika w Łabuniach. We wsi znajduje się drewniany kościół filialny Matki Bożej Nieustającej Pomocy, który powstał w 1980 roku.

## Części wsi
| SIMC    | Nazwa  | Rodzaj    |
| ------- | ------ | --------- |
| 0893417 | Namule | część wsi |

## Urodzeni w Majdanie Ruszowskim
- Antoni Kawałko (1938–2015) – polski artysta malarz i grafik.